# Daniel Foder
Daniel Holm Foder (Silkeborg, 7 d'abril de 1983) és un ciclista danès, professional des del 2005 fins al 2016. Actualment fa tasques de director esportiu.

## Palmarès
- 2008
  - 1r al Gran Premi Nordjylland
  - 1r al Fyen Rundt
- 2011
  -  Campió de Dinamarca en contrarellotge per equips
  - 1r a la Post Cup